# Resolució 1474 del Consell de Seguretat de les Nacions Unides
La Resolució 1474 del Consell de Seguretat de les Nacions Unides fou adoptada per unanimitat el 4 d'abril de 2003. Després de recordar les resolucions sobre la situació a Somàlia, en particular les resolucions 733 (1992), 1407 (2002) i 1425 (2002), el Consell va re-establir un grup d'experts per investigar les violacions de l'embargament d'armes contra el país.

## Resolució

### Observacions
El Consell de Seguretat va expressar la seva preocupació per les contínues violacions de l'embargament d'armes a Somàlia des de 1992 i les activitats il·legals relacionades. Va reiterar el seu suport al procés de reconciliació del país, inclosa la recent Conferència de Pau i Reconciliació de Somàlia (2002) i va insistir que tots els estats, especialment els de la regió, s'haurien d'abstenir-se d'interferir en els afers interns de Somàlia perquè tals ingerències desestabilitzarien el país. A més, hi havia preocupació pel continu flux d'armes i municions a Somàlia des de fonts externes i, per tant, era important seguir supervisant i millorant la implementació de l'embargament d'armes.

### Actes
Actuant sota el Capítol VII de la Carta de les Nacions Unides, el Consell va destacar la complicitat de tots els estats amb l'embargament d'armes i que qualsevol incompliment constituïa una violació de la Carta de les Nacions Unides. Va decidir restablir un panell de quatre experts nomenats pel secretari general de les Nacions Unides i amb seu a Nairobi durant sis mesos per investigar les violacions de l'embargament d'armes per terra, aire i mar; detallar informació relacionada amb les violacions i l'execució de l'embargament; dur a terme investigacions sobre el terreny a Somàlia i altres països; avaluar la capacitat dels estats de la regió per implementar plenament l'embargament d'armes, inclosa la revisió de les duanes nacionals i el control de fronteres; explorar la cooperació amb la Unió Africana; i recomanar mesures per reforçar la seva aplicació. A més, es requeria que el grup tingués accés a coneixements en àrees de l'aviació civil, transport marítim, assumptes regionals i coneixement del país i informés al Comitè establert a la Resolució 751 (1992).
La resolució va demanar la cooperació plena dels estats veïns, el Govern Nacional de Transició (TNG) a Somàlia i altres entitats o persones, proporcionant accés sense restriccions a la informació per al panell d'experts i per als estats que proporcionin informació sobre violacions de la embargament d'armes; les instàncies d'incompliment es van informar al Consell. Una missió del Comitè seria enviada a la regió per demostrar la determinació de donar efecte a l'embargament d'armes, mentre que tots els estats veïns van ser convidats a informar trimestralment. Es va demanar a les organitzacions regionals, la Unió Africana i la Lliga Àrab que assistissin a les parts somalis en la implementació de l'embargament.